# Benavente de Aragón
Benavente de Aragón es una localidad española perteneciente al municipio de Graus, en la Ribagorza, provincia de Huesca (Aragón). Su lengua propia es el aragonés bajorribagorzano.
Destaca la iglesia parroquial de la Asunción, de los siglos XVI y XVII, pero cuyos basamentos se remonten probablemente al siglo XI.

## Demografía
| Gráfica de evolución demográfica de Benavente de Aragón entre 1842 y 1920 |
| |
| Población de derecho según los censos de población del INE Población de hecho según los censos de población del INEEn estos censos se denominaba Benavente: 1842, 1887, 1897, 1900 y 1910 Entre el censo de 1857 y el anterior, este municipio desaparece porque se integra en el municipio 22643 (Torrelabad y Soler) Entre el censo de 1930 y el anterior, este municipio desaparece porque se integra en el municipio 22117 (Graus) Entre el censo de 1877 y el anterior, aparece este municipio porque cambia de nombre y desaparece el municipio 22643 (Torrelabad y Soler) |